# Dobříň
Dobříň (en allemand : Doberschin) est une commune du district de Litoměřice, dans la région d'Ústí nad Labem, en Tchéquie. Sa population s'élevait à 539 habitants en 2021.

## Géographie
Dobříň se trouve sur la rive droite de l'Elbe, à 3 km au nord-est de Roudnice nad Labem, à 17 km au sud-est de Litoměřice, à 31 km au sud-ouest d'Ústí nad Labem et à 42 km au nord de Prague.
La commune est limitée par Záluží au nord, par Bechlín à l'est, par Krabčice au sud et par Roudnice nad Labem, Vědomice et Kyškovice à l'ouest.

## Histoire
La première mention écrite du village date de 1295.

## Transports
Par la route, Dobříň se trouve à 3 km de Roudnice nad Labem, à 23 km de Litoměřice, à 50 km d'Ústí nad Labem et à 52 km de Prague.

## Personnalités
- Josef Hora (1891-1945), écrivain tchèque